# Šalupa
Šalupa (ang.: sloop) je poimenovanje čolna z enim jadrom ali manjše enojamborne jadrnice brez motorja, ki je bila namenjena lovu na večje ribe kot so kiti, polenovke, tune ipd.
Obstaja tudi vojna šalupa. V pomorski terminologiji se "vojna šalupa" nanaša na namen plovila in ne na specifično velikost ali načrt jader, zato se šalupa ne sme zamenjevati z vojno šalupo. Kot pri mnogih definicijah načrtov jader je minilo nekaj časa, preden se je izraz šalupa nanašal na vrsto jader.